# Tony Khan
Tony Khan (Champagne Urbana, 10 oktober 1982) is een Amerikaans zakenman. Hij is de zoon van miljardair Shahid Khan. Tony is eigenaar van TruMedia Network, mede-eigenaar van de Jacksonville Jaguars, Fulham FC en oprichter en voorzitter van All Elite Wrestling.

## Ondernemingen

### Jacksonville Jaguars
Khan is sinds 2012 mede-eigenaar van de Jacksonville Jaguars uit de National Football League (NFL) en is momenteel ook Senior Vice President van Football Technology & Analytics.

### Fulham
Op 22 februari 2017 werd Khan benoemd tot vicevoorzitter en directeur Football Operations van Fulham FC. Hij houdt toezicht op de identificatie, evaluatie, werving en contracten van spelers. Khan nam deze verantwoordelijkheden op zich nadat hij tijdelijk als adviseur voor de club werkte, met name op het gebied van analyse en onderzoek.

### Professioneel worstelen
Eind 2018 diende Khan, die een levenslang fervent liefhebber van professioneel worstelen is, verschillende handelsmerken in voor een nieuwe onderneming die kort daarna werd bevestigd als een nieuwe professionele worstelorganisatie genaamd All Elite Wrestling (AEW). Het bedrijf werd vervolgens officieel aangekondigd op 1 januari 2019, samen met het allereerste pay-per-view (PPV) evenement, Double or Nothing, dat plaatsvond op 25 mei 2019 in de MGM Grand Garden Arena in Las Vegas. Khan dient als sleutelfiguur op zakelijk gebied voor de worstelpromotie op basis van zijn ervaring in management als een business executive van sportfranchises.

### Andere zakelijke ondernemingen
Khan is ook de eigenaar en voorzitter van TruMedia Networks, een in Boston gevestigd ingenieursbureau dat gespecialiseerd is in innovatieve oplossingen voor sportanalyse voor competities, franchises en mediapartners in de sportindustrie.
Samen met TruMedia Network hebben Khan en zijn familie ook geholpen bij het financieren van Activist Artists Management, een talentmanagement - en adviesbureau opgericht in 2018. Khan heeft een aanzienlijke investering in het bedrijf gedaan en heeft afzonderlijk het content- en venture-fonds Activist opgericht, dat is gericht op investeringen in media, amusement, gastvrijheid en consumentenproducten, diensten en technologieën.